# Scream for More
Scream for More – debiutancki singel belgijskiej piosenkarki Kate Ryan, wydany 19 lutego 2001 nakładem wydawnictwa Antler-Subway pochodzący z jej debiutanckiego albumu Different. Utwór napisał Andy Janssens wraz z Kate Ryan a za wyprodukowanie utworu odpowiadają Janssens oraz Phil Wilde.

## Listy przebojów
| Lista Przebojów               | Pozycja |
| ----------------------------- | ------- |
| Austria (Ö3 Austria Top 40)   | 15      |
| Belgia (Ultratop 50 Flanders) | 9       |
| Dania (Tracklisten)           | 12      |
| Holandia (Single Top 100)     | 57      |